# イシサウルス
イシサウルス（Isisaurus　"インド統計大学(Indian Statistical Institute)のトカゲ"の意味）は竜脚下目、ティタノサウルス類の恐竜である。白亜紀後期の現在のインドに生息していた。
タイプ種はIsisaurus colbertiで、タイプ標本ISI R 335/1-65は最初、1997年にSohan Lal Jain および Saswati Bandyopadhyayによりティタノサウルスの一種Titanosaurus colberti として記載されたもので、種小名はエドウィン・ハリス・コルバートに献名されたものである。しかし2003年にウィルソンおよびアップチャーチは独自の属として分離した。短く、垂直方向を向いた太い首と長い四肢による奇妙な外観を持ち、他の竜脚類と区別される。上腕骨の長さは148 cmであり 、この標本から推定される体長は18 m、体重は約14 tである。 
イシサウルスはティタノサウルス類の中では化石情報がかなり多く、頭以外の大部分が知られている。この化石は1984年から1986年の間の発掘でJainとBandyopadhyayにより発見されたもので、ほぼ連結した状態であった。頸椎、胴椎、仙椎、尾椎、肋骨、骨盤、肩甲骨、烏口骨、左側の前肢、などが含まれていたが、頭骨、後肢、足は発見されなかった。発見地はインド、ラメタ累層（en）にあるマーストリヒト階の河川堆積物の粘土岩であるドンガルガオン・ヒルである（Dongargaon Hill）。ドンガルガオン・ヒルはマハーラーシュトラ州、マンジャル・スンバにある。
イシサウルスのものと考えられる糞石の中にあった菌類は樹木の葉に感染し病原となることが知られており、イシサウルスが複数の種類の樹木の葉を食べていたことが分かる。

## 参照
1. 1 2 3  Jain, Sohan L.; Bandyopadhyay, Saswati (1997). “New Titanosaurid (Dinosauria: Sauropoda) from the Late Cretaceous of Central India”. w:Journal of Vertebrate Paleontology (Norman, Okla.: University of Oklahoma) 17 (1):  114.
2. 1 2  “Isisaurus colberti”.   Paleobiology Database. 2012年12月31日閲覧。
3. ↑  Wilson, Jeffrey A.; Upchurch, P. (2003). “A revision of Titanosaurus Lydekker (Dinosauria – Sauropoda), the first dinosaur genus with a 'Gondwanan' distribution”. w:Journal of Systematic Palaeontology (Cambridge, U.K.: Cambridge University Press) 1 (3):  125–160 2012年12月31日閲覧。.
4. 1 2  Tweet, Justin. “Lithostrotia”.   Thescelosaurus. 2012年12月31日閲覧。
5. ↑  Montague J.R. (2006). "Estimates of body size and geological time of origin for 612 dinosaur genera (Saurischia, Ornithischia)", Florida Scientist. 69(4): 243-257.
6. ↑  Sharma, N., Kar, R.K., Agarwal, A. and  Kar, R. (2005). "Fungi in dinosaurian (Isisaurus) coprolites from the Lameta Formation (Maastrichtian) and its reflection on food habit and environment." Micropaleontology, 51(1): 73-82.